# Turcovce
Turcovce es un municipio del distrito de Humenné en la región de Prešov, Eslovaquia, con una población estimada a final del año 2024 de 305 habitantes.
Se encuentra ubicado al sureste de la región, cerca de los ríos Cirocha y Laborec (cuenca hidrográfica del río Tisza) y de la frontera con la región de Košice.

## Demografía
| Año        | 1994 | 2004    | 2014     | 2024 |
| ---------- | ---- | ------- | -------- | ---- |
| Población  | 365  | 350     | 305      | 305  |
| Diferencia |      | −4,10 % | −12,85 % | +0 % |

| Año        | 2023 | 2024    |
| ---------- | ---- | ------- |
| Población  | 303  | 305     |
| Diferencia |      | +0,66 % |